# Mes sept petits chenapans
Pour plus de détails, voir Fiche technique et Distribution.
Mes sept petits chenapans (titre original : The Seven Little Foys) est un film américain réalisé par Melville Shavelson, sorti en 1955.
Le film fut nommé à l'Oscar du meilleur scénario original.

## Fiche technique
- Titre original : The Seven Little Foys
- Titre français : Mes sept petits chenapans
- Réalisation : Melville Shavelson
- Scénario : Melville Shavelson et Jack Rose
- Photographie : John F. Warren
- Musique : Joseph J. Lilley
- Pays d'origine :  États-Unis
- Format : Couleurs - 1,85:1 - Mono
- Genre : Film musical, Film biographique, Comédie dramatique
- Date de sortie : 1955

## Distribution
- Bob Hope : Eddie Foy
- Milly Vitale : Madeleine Morando Foy
- George Tobias : Barney Green
- Angela Clarke : Clara Morando
- Herbert Heyes : Juge
- James Cagney : George M. Cohan
- Jerry Mathers : Bryan Foy
- Jimmy Baird : Eddie Foy Jr.

Acteurs non crédités
- Hy Anzell : habilleur à L'Iroquois
- King Donovan : Harrison
- Billy Gray : Brian Lincoln Foy adolescent
- Lewis Martin : Pasteur
- Renata Vanni : Maîtresse de ballet à Milan